# قوهك
قوهك (بالفارسية: قوهک) هي قرية تقع في قسم ورزق الريفي في إيران. يقدر عدد سكانها بـ 178 نسمة بحسب إحصاء 2016.